# 安蕨
安蕨（学名：Anisocampium cumingianum）为蹄盖蕨科安蕨属下的一个种。